# Arcuatopterus
Arcuatopterus – rodzaj roślin należący do rodziny selerowatych Apiaceae. Obejmuje ok. 5, 6 gatunków. Występują one w Azji – we wschodniej części Himalajów oraz w południowo-zachodniej części Chin.

## Morfologia
PokrójByliny o pędach nagich, pojedynczych, wyprostowanych lub pokładających się. Łodyga dęta.
LiścieDolne długoogonkowe i pochwiaste, blaszki dwu- i trzykrotnie pierzasto złożone, odcinki liści zwykle jajowate.
KwiatyBiałe, różowawe lub kremowe, zebrane w baldaszki, te z kolei w baldach złożony. Baldachy boczne zwykle przewyższają centralny. Szypuły i szypułki kwiatostanu bez pokryw i pokrywek, ewentualnie czasem z pojedynczą i odpadającą pokrywą. Działki kielicha bardzo zredukowane – drobne i trójkątne. Płatki korony jajowate, na końcach zawinięte, z grzbietem czerwonym. Stylopodium stożkowate.
OwoceRozłupnie rozpadające się na dwie podługowate rozłupki, silnie spłaszczone doosiowo i od tej strony ze zredukowanymi żebrami, podczas gdy od strony grzbietowej żebra mocno oskrzydlone.

## Systematyka
Pozycja systematyczna
Rodzaj w obrębie rodziny selerowatych (baldaszkowatych) Apiaceae klasyfikowany jest do podrodziny Apioideae.
Relacje między gatunkami klasyfikowanymi do rodzajów dzięgiel Angelica, Arcuatopterus, zapaliczka Ferula i gorysz Peucedanum w Azji Środkowej są niejasne i wymagają rewizji.
Wykaz gatunków (nazwy zaakceptowane według The Plant List)
- Arcuatopterus harae (Pimenov) Pimenov & Ostr.
- Arcuatopterus linearifolius M.I.Sheh & R.H.Shan
- Arcuatopterus ramosissimus  (DC.) Pimenov & Ostr.
- Arcuatopterus sikkimensis (C.B.Clarke) Pimenov & Ostr.
- Arcuatopterus thalictrioideus M.I.Sheh & R.H.Shan